# باله‌بادبانی خالدار
باله بادبانی خالدار (نام علمی: Zebrasoma gemmatum) نام یک گونه از سرده جراح‌ماهی‌های بادبانی است.